# 普圖伊附近維代姆

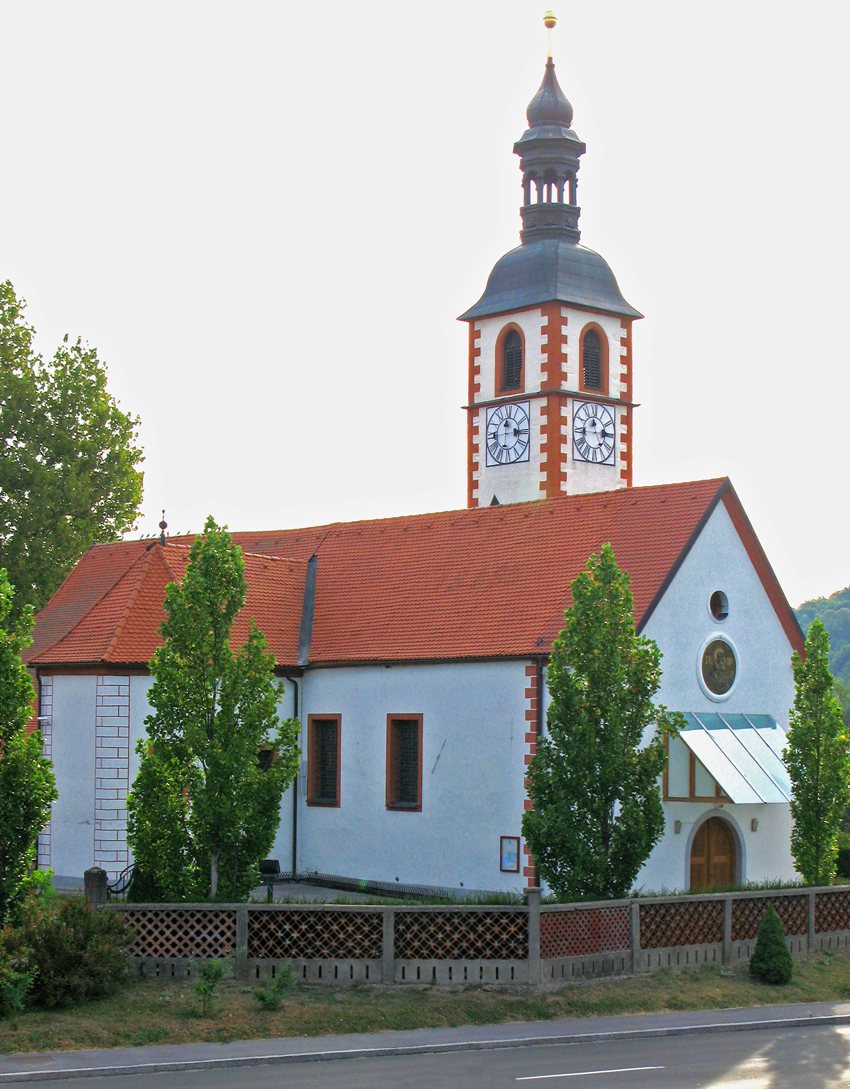
堂区教堂

46°22′11.62″N 15°53′36.43″E / 46.3698944°N 15.8934528°E
普圖伊附近維代姆，是斯洛文尼亞東北部維代姆市鎮的聚居地及行政中心，處於下施蒂利亞地區。面積0.8平方公里，2002年人口451，人口密度每平方公里564人。